# 鏡岩濱之助 (1769年生)
鏡岩 濱之助（かがみいわ はまのすけ、1769年（明和6年） - 1829年9月8日（文政12年8月11日）は、美濃国羽栗郡（現：岐阜県羽島郡笠松町、出生地は近江国（現：滋賀県））出身の大相撲力士。本名は加藤 助市。鏡岩源之助は実子にあたる。

## 来歴
1769年に近江国（現：滋賀県））で生まれる。伊勢相撲の伊勢ノ海部屋から小野川部屋（大坂相撲）へ加入したが、のちに雷部屋（江戸相撲）へ加入、1794年11月場所にて二段目付出で初土俵を踏んだ。1801年11月場所で新入幕を果たし、1802年11月場所からは徳島藩の抱え力士となった。
1808年10月場所4日目、前頭8枚目の番付にいた鏡岩は、雷電爲右エ門を破る大殊勲の星を挙げた。1815年11月場所を最後に現役を引退し、引退後は郷里に戻って美濃相撲の勧進元となり、年寄・鏡岩を襲名した。1829年9月8日（旧暦8月11日）に死去。

## 主な成績
- 通算幕内成績：85勝38敗2預13無32休
- 幕内在位：19場所

### 場所別成績
| 1794年 | x                         | 幕下 –                    |
| 1795年 | 東幕下11枚目 –            | x                         |
| 1796年 | x                         | 東幕下5枚目 2–3 1分2預1無 |
| 1797年 | 番付非掲載 不出場         | 番付非掲載 不出場         |
| 1798年 | 番付非掲載 不出場         | 番付非掲載 不出場         |
| 1799年 | 東幕下2枚目 2–2 1分1預1無 | 東幕下5枚目 2–4 1分1無    |
| 1800年 | 番付非掲載 不出場         | 番付非掲載 不出場         |
| 1801年 | 番付非掲載 不出場         | 東前頭2枚目 4–1 1預       |
| 1802年 | 番付非掲載 不出場         | 西前頭6枚目 5–2–1 2無     |
| 1803年 | 東前頭4枚目 0–0–7         | 東前頭6枚目 3–2–1 4分     |
| 1804年 | 番付非掲載 不出場         | 東前頭6枚目 4–2–1 1分2無  |
| 1805年 | 番付非掲載 不出場         | 番付非掲載 不出場         |
| 1806年 | 番付非掲載 不出場         | 番付非掲載 不出場         |
| 1807年 | 番付非掲載 不出場         | 東前頭3枚目 5–2 3無       |
| 1808年 | 東前頭2枚目 5–3–2         | 東前頭3枚目 5–3–2         |
| 1809年 | 東前頭3枚目 4–2–2 2分     | 東前頭3枚目 6–3 1無       |
| 1810年 | 東前頭3枚目 6–3 1無       | 東前頭3枚目 6–3 1無       |
| 1811年 | 東前頭3枚目 6–3 1無       | 東前頭4枚目 6–2 1分1無    |
| 1812年 | 東前頭2枚目 3–1 1預       | 東前頭2枚目 6–2–2         |
| 1813年 | 番付非掲載 不出場         | 東前頭筆頭 6–2–2          |
| 1814年 | 東小結 0–0–10             | 番付非掲載 不出場         |
| 1815年 | 番付非掲載 不出場         | 東小結 引退 5–2–1 1無     |
| 各欄の数字は、「勝ち-負け-休場」を示す。 優勝 引退 休場 十両 幕下 三賞：敢=敢闘賞、殊=殊勲賞、技=技能賞 その他：★=金星 番付階級：幕内 - 十両 - 幕下 - 三段目 - 序二段 - 序ノ口 幕内序列：横綱 - 大関 - 関脇 - 小結 - 前頭（「#数字」は各位内の序列） |                           |                           |

- この成績表でテンプレートの仕様上「幕下」となっている部分は、番付表の上から二段目であるため、「二段目」と呼ぶ方が正確である。当時は段ごとに力士の地位を待遇差で区別する発想がまだ確立しておらず、二段目以下でも番付表で「前頭」（「同」表記でない）と書かれている部分までは「幕内格」と見るべきだという説がある。

## 改名歴
- 鏡岩 助市（かがみいわ すけいち）：1794年11月場所
- 鏡岩 濱之助（ - はまのすけ）：1795年3月場所 - 1815年11月場所（引退）